# Palacio Savassona
El Palacio Savassona (o Sabassona) es una antigua casa señorial del siglo XVIII, situada en la calle Canuda, 6, de Barcelona, donde tiene su sede el Ateneo Barcelonés. En ocasiones conocido como Casa Parellada, fue declarado monumento histórico-artístico en 1981, y está catalogado como Bien de Interés Cultural del patrimonio español con el código RI-51-0004467.

## Historia
En 1776, Antonio Ferrer-Llupiá y de Brossa, barón de Savassona, compró una serie de fincas cerca de la Rambla de Barcelona, entre las calles Canuda y Bot, junto al desaparecido convento de Santa Teresa, y en 1782, solicitó permiso para derribar las construcciones  existentes e iniciar la construcción de una nueva residencia familiar de planta baja, entresuelo y dos pisos. Tras la muerte del patriarca en 1787, su hijo y heredero José Francisco Ferrer de Llupiá siguió con las obras, que completó con la nueva fachada, en 1796. En esta misma época el pintor Francisco Pla, conocido como «El Vigatà», decoró los techos y paredes de la planta noble. Las obras se terminaron poco antes de la vista de los reyes de España Carlos IV y María Luisa de Borbón-Parma a Barcelona en 1802.
A la muerte del barón en 1826, su viuda María Raimunda Desvalls se trasladó a Vich, quedando la finca vacía hasta que en 1846 fue vendida a los comerciantes José y Leodegario Serra Farreras por 45.000 libras catalanas. En 1864 los nuevos propietarios encargaron a Elías Rogent una reforma del palacete, incluyendo una ampliación con dos fincas contiguas de la calle Bot.
En 1872, los hermanos Serra se repartieron las propiedades que tenían en común, quedándose José con el palacio. A su muerte en 1877, lo dejó en herencia a su hijastra Pilar de Moragas, y esta hizo lo propio con su hijo, Julio María Parellada. Siguió funcionando como residencia hasta que en 1905 Parellada vendió la finca al Ateneo Barcelonés, que por entonces tenía sus dependencias en el Teatro Principal. Durante el año siguiente, el arquitecto Josep Font i Gumà, auxiliado por Josep Maria Jujol, dirigió la remodelación del edificio para convertirlo en sede la entidad.
Durante los años 1920 el edificio fue objeto de varias reformas, mayoritariamente ampliaciones de la biblioteca. En 1952 se llevaron a cabo trabajos de mejora. Pero la transformación más significativa tuvo lugar en 1968. Las obras, dirigidas por Joan Bassegoda, permitieron la ampliación de la biblioteca y la creación de una nueva sala de actos y otros espacios, gracias a la construcción de tres plantas más, inicialmente destinadas a viviendas para responsables del Ministerio de Información y Turismo, pero que finalmente fueron incorporadas al Ateneo como aulas para la escuela de escritura. Paralelamente, se llevó a cabo la remodelación de la fachada lateral, tras el derribo de la estrecha calle Bot. La obra fue realizada por Adolf Florensa, quien integró la remonta de Bassegoda como si fuese parte del edificio histórico, rebozó la fachada de color rojo y le añadió elementos decorativos (molduras, balaustrada, etc.) para armonizarla con el resto de edificios de la plaza de la Villa de Madrid, construidos por él mismo.
En 2002 se iniciaron unas obras de rehabilitación que, por motivos presupuestarios, se desarrollaron en distintas fases durante más de una década. El proyecto fue a cargo de los arquitectos Manuel Brullet y Mateu Barba, en colaboración con el conservador de Ateneo, Jordi Garcés. Destaca la rehabilitación de la biblioteca, terminada en 2007, que fue finalista del Premio FAD en la categoría de interiorismo. En esta actuación se restauraron las pinturas de «El Vigatà», recuperando algunas obras ocultas por intervenciones posteriores. En 2008 se llevaron a cabo obras en el vestíbulo y se recuperó la escalera de Jujol para acceder a la primera planta. En 2010 se completó la restauración de las fachadas, revocando la intervención de Florensa para recuperar el aspecto histórico de la finca señorial. Así, se eliminaron los sobreñadidos de los sesenta (molduras, cornisas, etc.) y se unificó el color de ambas fachadas con un rebozado blanco. En los años siguientes se completó la reforma de otros espacios del Ateneo como la sala de actos o la sala Pompeu Fabra (2014).

## Características y arquitectura
El Palacio Savassona es una característica casa señorial de finales del siglo XVIII, de estilo neoclásico, aunque muy transformada. De la finca original se conserva el patio de entrada con escalera cubierta, las pinturas de Francisco Pla, «El Vigatá», en el techo de la actual biblioteca y el jardín de la parte posterior.

### Planta baja

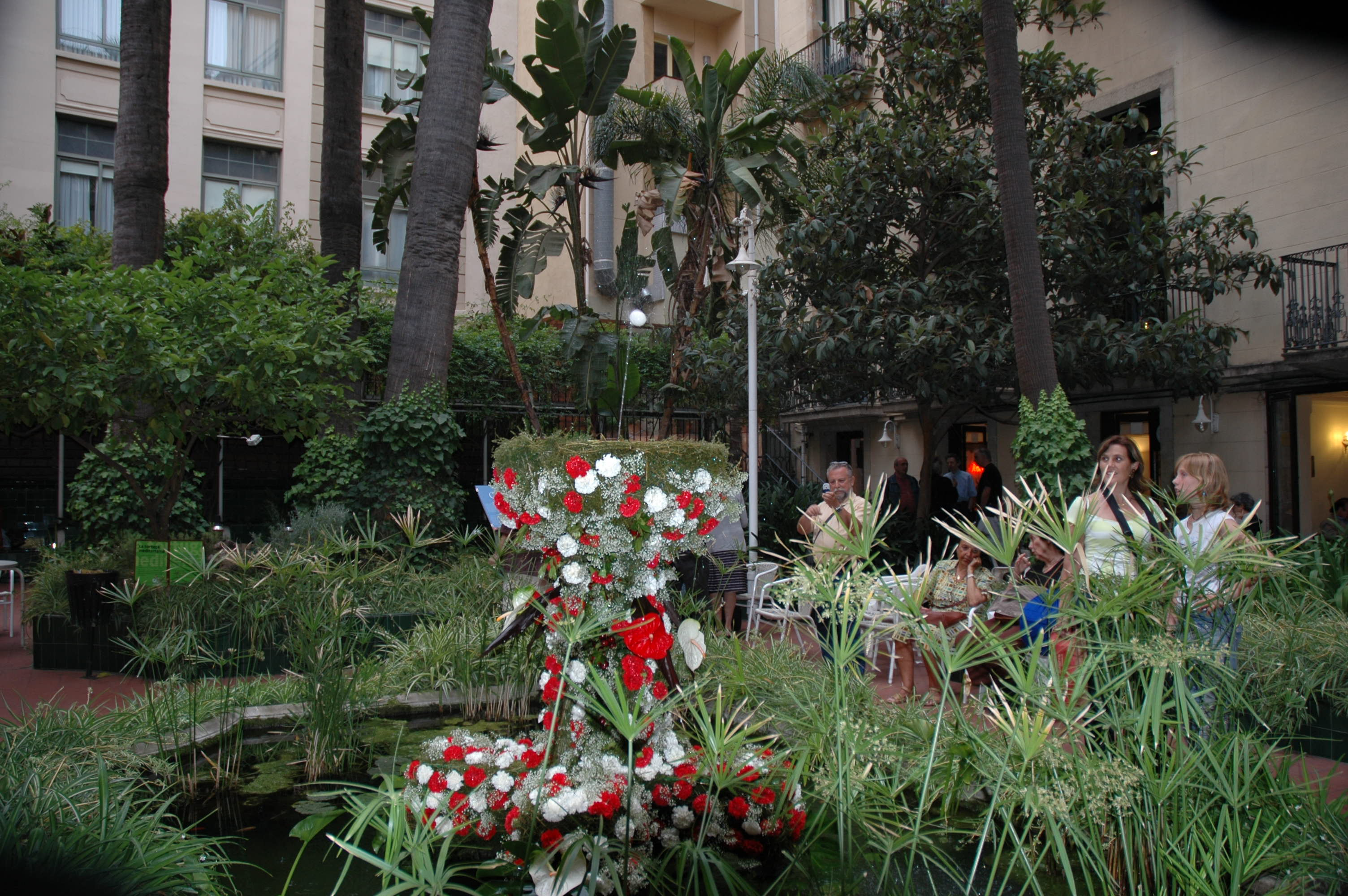
L'ou com balla en los jardines del Ateneo.

Se accede al edificio por la calle de la Canuda, desde una entrada para carruajes, actualmente destinada a proyectos expositivos. Inicialmente formaba parte de un patio a cuerpo descubierto, actualmente cubierto mediante un lucernario. En el lateral derecho hay una escala noble, que permitía a los antiguos inquilinos del palacio acceder a la primera planta. Cuando el Ateneo adquirió el edificio, Josep Maria Jujol abrió un acceso desde la escalera al entresuelo. Del mismo arquitecto es el ascensor modernista, uno de los primeros instalados en Barcelona, que todavía conserva su aspecto original.
También en la planta baja se ubica la llamada Sala Verdaguer, un pequeño salón de actos que anteriormente se usó como gimnasio y zona deportiva para los socios del Ateneo.

### Entresuelo
En el entresuelo del edificio se desarrolla principalmente la actividad social del Ateneo, pues aquí se encuentran las salas de conversación, la sala de juntas, el bar y los jardines.
Las salas de conversación han albergado las históricas tertulias de la entidad. Excepto la renovada sala Joaquim Borralleras, el resto conserva su aspecto tradicional, destacando las columnas y cristaleras, diseñadas por Jujol.
En la parte posterior del entresuelo se encuentra el jardín de estilo romántico, formado por varios parterres geométricos. Está presidido por un estanque con una pequeña fuente, donde anualmente se recrea la tradición del «L'ou com balla». Entre la vegetación destacan las palmeras centenarias, limoneros y nísperos y cintas. En las paredes del patio se exhibe una escultura de Manuel Cusachs y unas figuras de terracota atribuidas a Ramón Padró.

### Primera planta
Este piso fue la planta noble de la antigua residencia, que albergaba las principales habitaciones del palacio: el gran salón, la alcoba, el despacho del barón, el comedor, el salón de baile, etc. En la actualidad la primera planta está ocupada por la biblioteca del Ateneo Barcelonés, considerada la biblioteca privada más importante de Cataluña, con cerca de 300.000 volúmenes y 1.800 títulos de revistas.
Todos los techos de la primera planta están decorados. Destacan especialmente las pinturas murales de Francisco Pla, «El Vigatá», del siglo XVIII, que se conservan en cinco salas (una recuperada tras la restauración de 2007). Todas ellas son pinturas al temple que versan sobre temas mitológicos. Otros cuatro techos son artesonados, fruto de la redecoración de Elías Rogent en el siglo XIX. El resto de techos de la biblioteca tienen pinturas modernistas y de temática pompeyana, correspondientes a la rehabilitación de Font y Jujol en 1906. En la entrada de la biblioteca destaca el mural «La porta dels lectors» (en español: La puerta de los lectores) de Frederic Amat, instalado tras la rehabilitación de 2007.

### Plantas superiores
La segunda planta era la más alta de la construcción original y estaba destinada al servicio. Alberga la Sala de actos Oriol Bohigas, construida en 1968 y reformada integralmente en 2010, y la Sala Pompeu Fabra, para eventos de dimensiones menores.
La plantas 3, 4 y 5 son fruto de una remonta construida por Joan Bassegoda en los años 1960. Están destinadas a las aulas de la Escuela de Escritura del Ateneo. En la quinta planta tienen su sede tres asociaciones de escritores: la Asociación de Escritores en Lengua Catalana, la Asociación Colegial de Escritores de Cataluña y el PEN Catalán.